# Малнаш (комуна)
Малнаш (рум. Malnaș) — комуна у повіті Ковасна в Румунії. До складу комуни входять такі села (дані про населення за 2002 рік):
- Валя-Зеланулуй (149 осіб)
- Малнаш-Бей (503 особи)
- Малнаш (550 осіб) — адміністративний центр комуни

Комуна розташована на відстані 175 км на північ від Бухареста, 16 км на північ від Сфинту-Георге, 43 км на північний схід від Брашова.

## Населення
За даними перепису населення 2002 року у комуні проживали 4877 осіб.
Національний склад населення комуни:
| Національність | Кількість осіб | Відсоток |
| -------------- | -------------- | -------- |
| угорці         | 4705           | 96,5%    |
| румуни         | 135            | 2,8%     |
| цигани         | 35             | 0,7%     |
| німці          | 1              | < 0,1%   |
| чанго          | 1              | < 0,1%   |

Рідною мовою назвали:
| Мова      | Кількість осіб | Відсоток |
| --------- | -------------- | -------- |
| угорська  | 4735           | 97,1%    |
| румунська | 129            | 2,6%     |
| циганська | 13             | 0,3%     |

Склад населення комуни за віросповіданням:
| Релігія                                       | Кількість осіб | Відсоток |
| --------------------------------------------- | -------------- | -------- |
| римо-католики                                 | 3476           | 71,3%    |
| реформати                                     | 1004           | 20,6%    |
| православні                                   | 268            | 5,5%     |
| не релігійні                                  | 22             | 0,5%     |
| греко-католики                                | 18             | 0,4%     |
| унітарії                                      | 18             | 0,4%     |
| баптисти                                      | 16             | 0,3%     |
| лютерани (Синодально-пресвітеріанська церква) | 3              | 0,1%     |
| п'ятдесятники                                 | 2              | < 0,1%   |
| не вказали релігію                            | 4              | 0,1%     |